# Kwalliso
Kwalliso (kor. 관리소) – sieć obozów koncentracyjnych dla więźniów politycznych i kryminalnych rozmieszczonych w Korei Północnej. W obozach znajduje się od 150 do 200 tys. więźniów. Do kwalliso trafiają ludzie, którzy bez podania przyczyny zostają uwięzieni, często zabrani w środku nocy, bez wyjaśnień, oskarżenia formalnego i procesu sądowego. Obozy są budowane w górach oraz zajmują wielkość miast (największy z nich ma powierzchnię taką samą jak Seul).

## Historia
Pierwsze obozy powstały krótko po wojnie koreańskiej. Pod koniec 1950 roku większość przeciwników politycznych Kim Ir Sena została zabita.
W 1987 roku w obozie Onsŏng doszło do buntu, w którym uczestniczyło 5000 więźniów. Po odwecie przeprowadzonym przez strażników z sąsiedniego obozu zamordowano w krótkim czasie ok. 5000 więźniów. Obóz został zrównany z ziemią oraz zakazano mówić o jego istnieniu.
W 1998 roku zamknięto obóz koncentracyjny Changpyong umieszczony w pobliżu granicy z Koreą Południową.
W 2000 roku zamknięto obóz koncentracyjny Tongpo mieszczący się w pobliżu granicy z Koreą Południową.
W 2011 roku pojawiły się informacje, według których więźniów zmuszono do budowy ogromnych tuneli, w których mieli zostać zamordowani. Tunele mają łącznie pomieścić 200 tys. zwłok.
W 2012 roku został zamknięty obóz koncentracyjny nr 22 w Haengyŏng położony w pobliżu granicy z Chinami i z Rosją. Prawdopodobnie obóz został zamknięty, ponieważ naczelnik obozu wraz z inną osobą uciekł do Chin. Więźniowie zostali przeniesieni do innych obozów. Później dzięki zdjęciom satelitarnym odkryto, że obiekt jest rozbudowywany i nadal działający.
W 2013 roku Google opublikował mapy z lokalizacjami obozów koncentracyjnych w Korei Północnej.
W 2014 roku władze Korei Północnej oficjalnie przyznały, że na terenie państwa istnieją obozy pracy, w których jednak nie łamie się praw człowieka.

## Więźniowie
Do obozów oprócz więźniów politycznych trafiają groźni przestępcy (mordercy, gwałciciele, złodzieje). Do obozu mogą trafić nawet Koreańczycy, którzy przypadkowo stłukli popiersie Kim Ir Sena lub położyli gazetę na podłodze. Wraz z oskarżonym, więźniami zostają także członkowie jego rodziny. Więźniowie, którzy trafiają do kwalliso, zaraz po przekroczeniu bram są pouczani przez strażników, że nie mogą być traktowani jako osoby ludzkie.
Więźniowie są zmuszani do wielogodzinnej pracy (w obozie Pukch’ang więźniowie pracują w kopalniach po 16–18 godzin, bez przerwy i posiłku). Więźniowie niezależnie od wieku i stanu zdrowia wykonują tę samą pracę.
Przeciętny dzienny posiłek składa się z 300 gramów produktów roślinnych oraz szczura (stanowiących jedyne źródło mięsa w obozach). Więźniowie w ukryciu jedzą także znalezione rośliny oraz paszę dla zwierząt. Więźniowie umieszczeni za karę w miejscach odosobnienia otrzymują 100 gramów pożywienia, przy czym muszą klęczeć w jednym miejscu przez 19 godzin.
Kobiety w obozach są wykorzystywane seksualnie. Ciąża w obozie jest zakazana. Jeśli kobieta jest w ciąży, strażnicy biją kobietę po brzuchu lub wysyłają do pracy, by poroniła lub niekiedy kobieta wraz z dzieckiem jest zabijana. Ocalałe dzieci trafiają do szkół, w których uczą się biografii przywódców koreańskich. Dzieci są zmuszane do pracy w kopalniach złota lub muszą hodować króliki, które potem trafiają na stoły partyjnych dygnitarzy.
Do eksperymentów przydziela się także upośledzone dzieci. Młodzi chirurdzy zdobywają w obozach doświadczenie, operując bez znieczulenia więźniów. W obozach koncentracyjnych panuje gruźlica i choroby związane z układem oddechowym. Prawdopodobnie 30% więźniów jest w różny sposób okaleczonych.

## Ofiary
Uciekinierzy, którzy podczas próby ucieczki zostają złapani, są często rozstrzeliwani na oczach innych lub wieszani. Strażnicy nie unikają zabijania więźniów bez konkretnej przyczyny. Za przypadkowe zamordowanie osadzonego, strażnik otrzymuje tylko słowne upomnienie. Wraz z uciekinierami giną członkowie ich rodziny oraz inni współwięźniowie.